# Vía Emilia

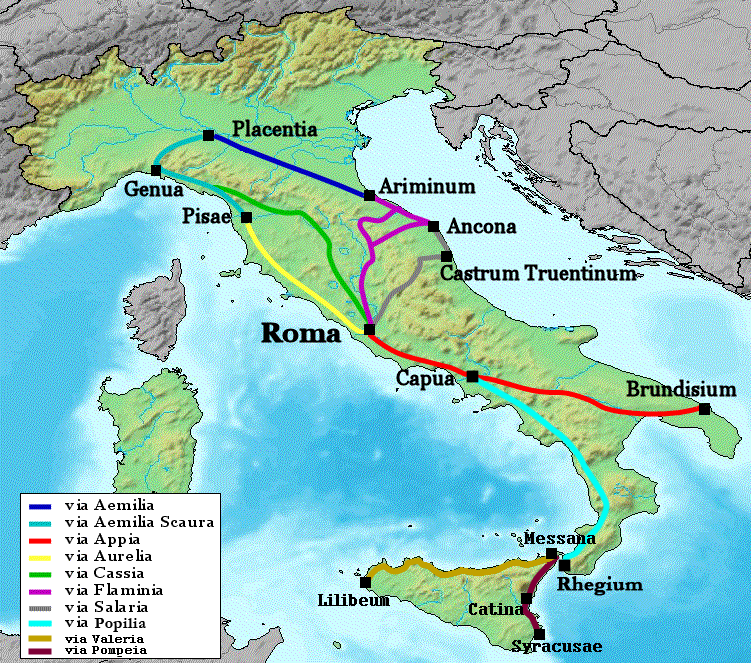
Mapa de Italia en que se ilustran algunas de las principales calzadas romanas: la Vía Emilia en azul oscuro.

La Vía Emilia (en latín Via Aemilia); calzada romana, hecha construir por Marco Emilio Lépido, que une en línea recta Piacenza y Rímini, y atraviesa muchas ciudades de Emilia, región a la que ha dado nombre. Las principales ciudades de origen romano o refundadas por los romanos que atraviesa son Piacenza, Fidenza, Parma, Reggio, Módena, Bolonia, Imola y Rímini. Actualmente se la identifica como Strada Statale nº 9 - via Emilia.

## Historia
El camino fue construido entre los años 189 a. C. y 187 a. C. En aquel tiempo la colonia de Placentia Piacenza estaba rodeada por la tribu gala de los boios, que, pese a haber sido rechazados no habían querido firmar paces con Roma. El peligro de una revuelta decidió a las autoridades de la antigua república romana a extender un camino militar que terminara en la colonia amagada, con el fin de avituallar y reforzar oportunamente a sus tropas en caso de una eventual revuelta de los boios.
- Datos: Q732597
- Multimedia: Via Aemilia / Q732597